# Roman Lob
Roman Lob (Düsseldorf, 2 de julho de 1990) é um cantor alemão que representou o seu país, a Alemanha, no Festival Eurovisão da Canção em 2012. Ele também é o vocalista da banda Rooftop Kingdom, uma banda de rock alternativo com origens em Neustadt (Wied). Ele também foi um membro fundador da banda alemã Metalcore, Days of Despite.